# Tetraromania
Tetraromania is een geslacht van uitgestorven zee-egels uit de familie Tithoniidae.

## Soorten
- Tetraromania ovulum (Desor, 1842) † Barremien, Europa, de voormalige Sovjet-Unie.
- Tetraromania jaccardi (Desor, 1869) † Hauterivien, Europa, de voormalige Sovjet-Unie.